# Michele Sindona
Michele Sindona (* 8. Mai 1920 in Patti, Metropolitanstadt Messina, Italien; † 22. März 1986 in Voghera, Provinz Pavia, Italien) war ein italienischer Rechtsanwalt und Bankier.

## Leben
Michele Sindona wuchs in ärmlichen Verhältnissen in Patti auf Sizilien auf, studierte dann Rechtswissenschaften und wurde als Anwalt für norditalienische Unternehmen in Mailand tätig. Seine süditalienische Herkunft erschwerte es ihm in den ersten Jahren sehr, im norditalienischen Establishment Fuß zu fassen.
1950 gründete er seine erste Briefkastenfirma in Liechtenstein, die Fasco AG, später eine Reihe von Beteiligungsgesellschaften und eine anfangs sehr erfolgreiche Investmentbank in Norditalien. Mit seinen geschäftlichen Bestrebungen geriet er in Konkurrenz zur ersten und führenden neuzeitlichen Investmentbank Italiens, der von Enrico Cuccia geleiteten Mediobanca. Seine Banken, die er daraufhin fusionierte, nannte er Banca Privata Italiana. Mit der Übernahme des englischsprachigen römischen The Daily American erwarb er seine eigene Zeitung.
In den Jahren seines Erfolges bezeichnete Londons Times ihn deshalb als Howard Hughes Italiens, und das US-Magazin Time fand 1972 sogar, Sindona sei der erfolgreichste Italiener seit Mussolini.
Sein Ziel, eine große Holding-Gesellschaft mit vielen Unternehmen zu gründen, schlug fehl, da er in finanzielle Schwierigkeiten geriet und daraufhin bankrottging.
Seine Verhaftung im Zuge der Insolvenz seiner Franklin National Bank in New York City und die darauf folgende Insolvenz seiner Banca Privata Italiana löste eine Reihe von Ermittlungen aus, in deren Folge die Verbindungen von Bankinstituten wie auch des Vatikans, der sizilianischen Mafia, der Freimaurer-Loge Propaganda Due und anderer Gruppierungen an das Licht der Öffentlichkeit kamen. Schon zuvor hatte Sindona in Finanzkreisen als Finanzjongleur und auch als Bankier der Mafia gegolten. Die Banco Ambrosiano mit ihrem Chef Roberto Calvi war in dieses Netz z. T. illegaler Verflechtungen ebenfalls tief verstrickt. Sindonas Versuch, mit Hilfe der Mafia und Teilen der sizilianischen Freimaurer eine Entführung durch linke terroristische Gruppen vorzutäuschen, schlug fehl.
Sindona wurde in der Folge an Italien ausgeliefert, wo er im Jahre 1984 wegen des Auftrags zum Mord an Giorgio Ambrosoli zu 25 Jahren Haft verurteilt wurde. Ambrosoli, der Liquidator von Sindonas Banken, war im Juli 1979 in Mailand von einem amerikanischen Auftragsmörder ermordet worden.
Nachdem er dem Reporter Nick Tosches zwischen 1985 und 1986 vier Interviews gegeben hatte, verstarb er im Hochsicherheitsgefängnis von Voghera an einer Zyanidvergiftung. Weder konnte ein Täter ermittelt noch Suizid ausgeschlossen werden.